# Gibbiomela paradoxa
Gibbiomela paradoxa es una especie de insecto coleóptero de la familia Chrysomelidae, descrita en 2003 por Daccordi.